# Naufragio nel Canale di Sicilia del 18 aprile 2015
La cosiddetta tragedia nel Canale di Sicilia è stato il naufragio di un'imbarcazione eritrea usata per il trasporto di migranti avvenuto la notte del 18 aprile 2015 al largo delle coste della Libia. Il naufragio dell'imbarcazione ha provocato 58 vittime accertate o 525 secondo altre fonti, 28 superstiti salvati e fra i 700 e i 900 dispersi presunti, numeri che la pongono come una delle più gravi tragedie marittime nel Mediterraneo dall'inizio del XXI secolo.

## Dinamica del naufragio
La dinamica del sinistro marittimo è controversa.
L'imbarcazione naufragata era un peschereccio di nazionalità eritrea, alta almeno 23 metri e divisa in tre livelli. Mentre era a circa 100 chilometri a nord della costa libica e a 200 a sud dell'isola italiana di Lampedusa, con a bordo le persone migranti, costrette dagli scafisti a entrare nella stiva, al secondo livello ed in cima alla nave, ha inviato una richiesta di aiuto attorno alla mezzanotte tra sabato 18 e domenica 19 aprile. Il Comando generale delle Capitanerie di porto, che ha raccolto la segnalazione di difficoltà, ha intimato al mercantile portoghese King Jacob, che si trovava nei pressi, di raggiungere il barcone al fine di prestare soccorso urgente.
Il comandante del mercantile portoghese ha dichiarato che il peschereccio si sarebbe ribaltato perché i migranti, una volta visto la King Jacob in avvicinamento, si sarebbero agitati e spostati su un lato della nave causandone il capovolgimento.
La portavoce dell'Alto commissariato delle Nazioni Unite per i rifugiati, Carlotta Sami, intervistata da CNN dopo avere parlato con i migranti sopravvissuti, ha ipotizzato una dinamica differente, affermando che la nave si sarebbe ribaltata a causa dell'onda provocata dal mercantile portoghese che si stava avvicinando a forte velocità.
Secondo la Procura della Repubblica di Catania il rovesciamento della nave sarebbe stato determinato da due concause: primo, le manovre errate compiute dal comandante del peschereccio con a bordo i migranti che, nel tentativo di abbordare il mercantile King Jacob, ha determinato la collisione tra le navi; secondo, il sovraffollamento del natante, che è stato sbilanciato dalle manovre errate e dagli spostamenti dei migranti a bordo. Il procuratore Giovanni Salvi ha escluso qualsiasi tipo di responsabilità a carico del personale dell'imbarcazione portoghese.

## Superstiti, vittime e dispersi
Il naufragio ha determinato la scomparsa di un numero imprecisato di persone, che si stima essere all'incirca tra 700 e 900: le morti accertate sono state 58, i sopravvissuti 28, le restanti persone sono state considerate disperse.
I 28 sopravvissuti sono stati portati su una nave della Guardia Costiera italiana a Catania. I corpi delle vittime recuperati sono stati invece portati a Malta.

## Inchiesta giudiziaria
Mohammed Alì Malek, tunisino ventisettenne e Mahmud Bikhit, siriano venticinquenne, identificati come scafisti dalle forze dell'ordine italiane, sono stati arrestati immediatamente dalla Polizia. Il primo è stato indagato per naufragio colposo, omicidio colposo plurimo e favoreggiamento dell'immigrazione clandestina mentre il secondo di favoreggiamento dell'immigrazione clandestina.
Le indagini della difesa hanno evidenziato alcuni aspetti legati ad interrogativi rimasti, tuttavia, senza alcuna risposta.
L'Avvocato Massimo Ferrante (difensore del tunisino, Mohamed Alì Malek) aveva infatti denunciato la scomparsa dei dati dalla scatola nera all'interno della nave King Jacob. Lo stesso avvocato, aveva, infatti, fatto richiesta alla Procura della Repubblica di Catania di effettuarne il sequestro. Malgrado ciò, gli agenti della Polizia ai quali era stata delegata l'indagine, una volta giunti sulla nave registrarono la scomparsa del VDR.
Inoltre, secondo lo stesso difensore, la King Jacob, dopo lo scontro con la barca carica di migranti avrebbe errato nella manovra per girare la nave e soccorrere i naufraghi (la cosiddetta manovra di Williamson).
I sopravvissuti hanno dichiarato che il naufragio del peschereccio è da attribuire alle manovre compiute dallo scafista, che tentando di abbordare il mercantile portoghese arrivato in soccorso, ha spinto il peschereccio a scontrarsi con un'altra imbarcazione.

## Contesto
Il naufragio si è verificato nel periodo in cui l'Unione europea stava attuando l'operazione Triton, un programma di sicurezza delle frontiere dell'Unione europea condotto da Frontex, l'agenzia europea di controllo delle frontiere, con l'obiettivo di tenere monitorato il confine europeo nel mare Mediterraneo, esclusivamente entro il limite delle 30 miglia dalle coste europee.
All'operazione Triton partecipavano 29 paesi ed era stato finanziato dall'Unione europea con 2,9 milioni di euro al mese (circa due terzi in meno di quanti erano destinati all'operazione Mare nostrum, finalizzata non solo al controllo delle frontiere ma anche al soccorso dei migranti).
A seguito della decisione dell'Unione europea di porre fine all'operazione Mare nostrum il soccorso delle imbarcazioni in difficoltà, prima a carico dell'Unione europea, è stato lasciato alle normali regole delle navigazione, che impongono a qualsiasi tipo di nave, anche pescherecci, mercantili o di trasporto passeggeri, più vicine di prestare soccorso a quelle in difficoltà. La scelta era stata particolarmente criticata in quanto si riteneva che solo il pattugliamento di navi militari o con compiti umanitari potesse adeguatamente farsi carico del problema dei flussi migratori.
Alcune organizzazioni non governative per i diritti umani e dei migranti, avevano lanciato numerosi appelli affinché l'Unione europea ripristinasse un'operazione di soccorso dei migranti come Mare Nostrum. Amnesty International aveva promosso la campagna Sos Europa - Prima le persone, poi le frontiere, volta a chiedere un impegno degli stati membri dell'Unione europea ad intraprendere azioni congiunte per salvare le persone in difficoltà in mare, assicurando il loro sbarco tempestivo e sicuro in un paese in grado di tutelare i loro diritti umani, nonché di impegnarsi al fine di assicurare che qualsiasi attività condotta dall'agenzia europea Frontex, comprese le operazioni di controllo e pattugliamento delle frontiere, tenesse maggiormente conto dei diritti umani delle persone coinvolte.

## Conseguenze politiche
(Federica Mogherini, Alta rappresentante dell'Unione per gli affari esteri e la politica di sicurezza)
A seguito del naufragio, i mass media internazionali hanno dato ampio spazio alla vicenda.
L'Unione europea ha convocato per il 23 aprile 2015 un Consiglio europeo, organo che riunisce i capi di stato e di governo dei paesi dell'Unione europea definendo una linea politica generale, a carattere straordinario riguardante la questione dei migranti nel Mediterraneo.
Al termine della riunione è stata approvata una dichiarazione col quale l'Unione europea ha affermato di voler prevenire i morti di migranti nel mediterraneo rafforzando: la sua presenza in mare, la lotta contro i trafficanti, prevenendo i flussi migratori illegali e rafforzando la solidarietà e la responsabilità interne.
Inoltre, ha espresso la volontà politica di impegnarsi a:
- rafforzare la nostra presenza in mare

1. potenziare rapidamente le operazioni dell'UE Triton e Poseidon almeno triplicando le risorse finanziarie a tale scopo nel 2015 e 2016 e incrementando il numero dei mezzi, in modo da aumentare le possibilità di ricerca e salvataggio nell'ambito del mandato di Frontex. Accogliendo con favore gli impegni già assunti dagli Stati membri, che consentiranno di conseguire tale obiettivo nelle settimane a venire;

- lottare contro i trafficanti nel rispetto del diritto internazionale

1. smantellare le reti dei trafficanti, assicurare i responsabili alla giustizia e sequestrare i loro beni, grazie alla rapida azione delle autorità degli Stati membri in cooperazione con Europol, Frontex, l'Ufficio europeo di sostegno per l'asilo (EASO) ed EUROJUST, nonché grazie a una più intensa attività di intelligence e cooperazione di polizia con i paesi terzi;
2. prendere misure sistematiche per individuare, fermare e distruggere le imbarcazioni prima che siano usate dai trafficanti;
3. nel contempo, l'Alto rappresentante è invitato ad avviare immediatamente i preparativi per una possibile operazione PSDC[che cos'è?] a tal fine;
4. ricorrere a Europol per individuare i contenuti diffusi su Internet dai trafficanti allo scopo di attrarre migranti e rifugiati, e per chiederne la soppressione, nel rispetto delle costituzioni nazionali;

- prevenire i flussi migratori illegali

1. incrementare il sostegno, tra gli altri, alla Tunisia, all'Egitto, al Sudan, al Mali e al Niger per il monitoraggio e il controllo delle frontiere e delle rotte terrestri, avvalendoci delle operazioni PSDC in corso nella regione, nonché dei quadri di cooperazione regionale (processi di Rabat e di Khartoum); intensificare il dialogo con l'Unione africana a tutti i livelli su queste problematiche;
2. rafforzare la cooperazione politica con i partner africani a tutti i livelli per affrontare la causa della migrazione illegale e contrastare il traffico e la tratta di esseri umani. L'UE affronterà tali questioni con l'Unione africana e i paesi chiave interessati, con i quali proporrà di tenere un vertice a Malta nei prossimi mesi;
3. intensificare la cooperazione con la Turchia in considerazione della situazione in Siria e in Iraq;
4. inviare ufficiali di collegamento europei per la migrazione nei paesi chiave al fine di acquisire informazioni sui flussi migratori, assicurare un coordinamento con gli ufficiali di collegamento nazionali e cooperare direttamente con le autorità locali;
5. lavorare con i partner regionali alla creazione di capacità per la gestione delle frontiere marittime e per le operazioni di ricerca e salvataggio;
6. lanciare programmi regionali di protezione e sviluppo per l'Africa settentrionale e il Corno d'Africa;
7. invitare la Commissione e l'alto rappresentante a mobilitare tutti gli strumenti, anche mediante la cooperazione allo sviluppo e l'attuazione degli accordi di riammissione dell'UE e nazionali con i paesi terzi, al fine di promuovere la riammissione nei paesi di origine e di transito dei migranti economici non autorizzati, in stretta collaborazione con l'Organizzazione internazionale per le migrazioni;
8. istituire, nel rispetto del diritto di chiedere asilo, un nuovo programma di rimpatrio per un celere rientro dei migranti illegali dagli Stati membri in prima linea, con il coordinamento di Frontex;

- rafforzare la solidarietà e la responsabilità interne

1. recepimento rapido ed integrale nonché effettiva attuazione del sistema europeo comune di asilo da parte di tutti gli Stati membri partecipanti, garantendo così norme europee comuni nel quadro della legislazione vigente;
2. accrescere gli aiuti d'urgenza agli Stati membri in prima linea e considerare opzioni per l'organizzazione di una ricollocazione di emergenza fra tutti gli Stati membri su base volontaria;
3. inviare squadre EASO negli Stati membri in prima linea ai fini di un esame congiunto delle domande d'asilo, anche riguardo alla registrazione e al rilevamento delle impronte digitali;
4. istituire un primo progetto pilota volontario in materia di reinsediamento in tutta l'UE, offrendo posti alle persone ammissibili alla protezione.

Il 18 maggio 2015, alla riunione del Consiglio degli Affari Esteri e della Difesa dell'UE, è stato deciso di far partite una nuova missione chiamata EU NAVFOR Med con sede operativa all'Aeroporto Centocelle di Roma e l'ammiraglio di divisione italiano Enrico Credendino è stato nominato comandante dell'operazione. I costi comuni dell'operazione sono stimati a 11,82 milioni di euro per la fase iniziale di due mesi più un mandato iniziale di 12 mesi.